# ABS-CBN
ABS-CBN Corporation er en medie- og underholdningsgruppe i Filippinerne, som har hovedkontor i Quezon City. Det er Filippinernes største underholdnings- og mediekonglomerat med hensyn til omsætning, driftsindtægter, nettoindkomst, aktiver, egenkapital, markedsværdi og antal ansatte. ABS-CBN blev dannet ved fusionen af Alto Broadcasting System (ABS) og Chronicle Broadcasting Network (CBN).

## Tv-kanaler

### Indenrigs

#### Terrestriske tv-kanaler
- ABS-CBN
  - A2Z (jordbaseret)
  - Kapamilya Channel (kabel)
- ABS-CBN Sports+Action
- Asianovela Channel
- Cine Mo!
- DZMM TeleRadyo
- Knowledge Channel
- Movie Central
- Yey!

#### Kabel-tv-kanaler
- ABS-CBN News Channel
- Cinema One
- DYAB TeleRadyo (Cebu)
- DXAB TeleRadyo (Davao)
- Jeepney TV
- Liga
- Metro Channel
- Myx
- O Shopping

### Udenrigs
- ANC Global
- Cinema One Global
- The Filipino Channel
- Lifestyle Network (USA)
- Myx TV (USA)
- S+A International

## Radiostationer

### My Only Radio
- MOR 101.9 My Only Radio For Life! Manila
- MOR 101.1 My Only Radio MORe Na Ron! Davao
- MOR 103.1 My Only Radio Dayta Ah! Baguio
- MOR 101.5 My Only Radio Sikat! Bacolod
- MOR 99.9 My Only Radio Sikat! Puerto Princesa
- MOR 93.5 My Only Radio Yan ang MORe! Naga
- MOR 93.9 My Only Radio Pirmi Na! Legazpi
- MOR 94.3 My Only Radio Araratan! Dagupan
- MOR 94.3 My Only Radio Sikat! Tacloban
- MOR 91.1 My Only Radio Abaw Pwerte! Iloilo
- MOR 97.1 My Only Radio Lupig Sila! Cebu
- MOR 98.7 My Only Radio Nah Ese Vale! Zamboanga
- MOR 91.9 My Only Radio Chuy Kay' Bai! Cagayan de Oro
- MOR 95.5 My Only Radio Ditoy Latta! Laoag
- MOR 92.7 My Only Radio For Life! General Santos
- MOR 95.1 My Only Radio For Life! Cotabato
- MOR 99.7 My Only Radio For Life! Española
- MOR 91.3 My Only Radio For Life! Isabela

### Radyo Patrol
- DZMM Radyo Patrol 630 (Metro Manila)
- DYAP Radyo Patrol 765 (Palawan)
- DYAB Radyo Patrol 1512 (Cebu)
- DXAB Radyo Patrol 1296 (Davao)

## Internet
- MOR TV
- Filipino On Demand
- iWantTFC
- TFC Now!